# 瑞雲寺 (掛川市)
瑞雲寺（ずいうんじ）は静岡県掛川市にある仏教寺院。

## 由緒
開山久永和尚は、住職として永久4年（1116年）まで住居していたが中絶し、寛文2年（1662年）貞永寺住職が本堂を再建して住職となる。
その後、宝永4年（1707年）の震災によって殿堂が破損する。順代和尚は本堂を再建
兼務している。
昭和28年（1953年）、火災により、本堂庫裡とも焼失し、境内には大正3年（1914年）に建立された太子堂だけが残った。本堂も再建できないまま現在に至っている。仏事及び境内墓地管理は貞永寺住職が兼務している。